# 岡山県道290号上稲木東江原線
岡山県道290号上稲木東江原線（おかやまけんどう290ごう かみいなぎひがしえばらせん）は、岡山県井原市南部地域を東西に走る一般県道である。

## 概要
井原市南部地域を東西に走る。

### 路線データ
- 起点：岡山県井原市上稲木町（岡山県道・広島県道3号井原福山港線上）
- 終点：岡山県井原市東江原町（青木交差点、国道486号交点）
- 実延長：5.9 km[注釈 1][1]
- 道路管理者：岡山県（備中県民局井笠地域事務所）

## 歴史
- 1936年（昭和11年） - 馬越橋が開通する。
- 1960年（昭和35年）3月18日 - 岡山県告示第335号により認定される。
- 1989年（平成元年） - 馬越橋の架け替えに着手。
- 1992年（平成4年）3月22日 - 新しい馬越橋が開通する。

## 路線状況
車線数は1.5‐2車線。木之子町の一部区間では1.5車線となっている。1.5車線区間では、大型車の離合には苦渋するものの、普通車同士の離合には大きな支障はない幅員は確保されている。また、2車線化に向けた拡幅が計画されている他、2車線化が完了している区間の大半では、歩道が未設置のままで暫定供用させている形のため、歩道の整備も計画されている。

### 通称
- 農免道

道路種別上は農免道ではないが、田園地帯を抜ける道路であることから、地元民に呼称されている。

### 重複区間
- 岡山県道・広島県道3号井原福山港線（井原市上稲木町（起点）‐井原市下稲木町）

匠池三差路交差点改良工事により、岡山県道・広島県道3号井原福山港線との接続交点が上稲木町から下稲木町に移転しても起点は上稲木町のままであるため、わずかながら重複区間が生じている。

### 道路施設

#### 橋梁
- 下稲木橋（井原市下稲木町）
- 馬越橋（うまこしばし、井原市木之子町‐井原市東江原町）

小田川に架かる橋。延長140 m、幅員9.8 m。橋名は、後月郡木之子村（当時）の出身で日本のビール王と呼ばれた馬越恭平の寄贈によって建設されたことに由来 当時の橋は現在の橋の下流にあった。現在の車道橋は岡山県が1989年（平成元年）から総事業費約6億1,300万円をかけて建設し、1992年（平成4年）3月22日に開通。この開通を記念して、木之子町側の橋のたもとには、旧馬越橋の記念碑が設けられている。

### 並行する旧街道
- 福山道

備後福山城下（現：広島県福山市の中心部。）と備中荏原（現：井原市東江原町。）の山陽道（西国街道、現：旧山陽道。）を結んでいたとされる道で、現在の福山市坪生町から井原市に入り、本県道と並行して旧山陽道に接続する。

## 地理

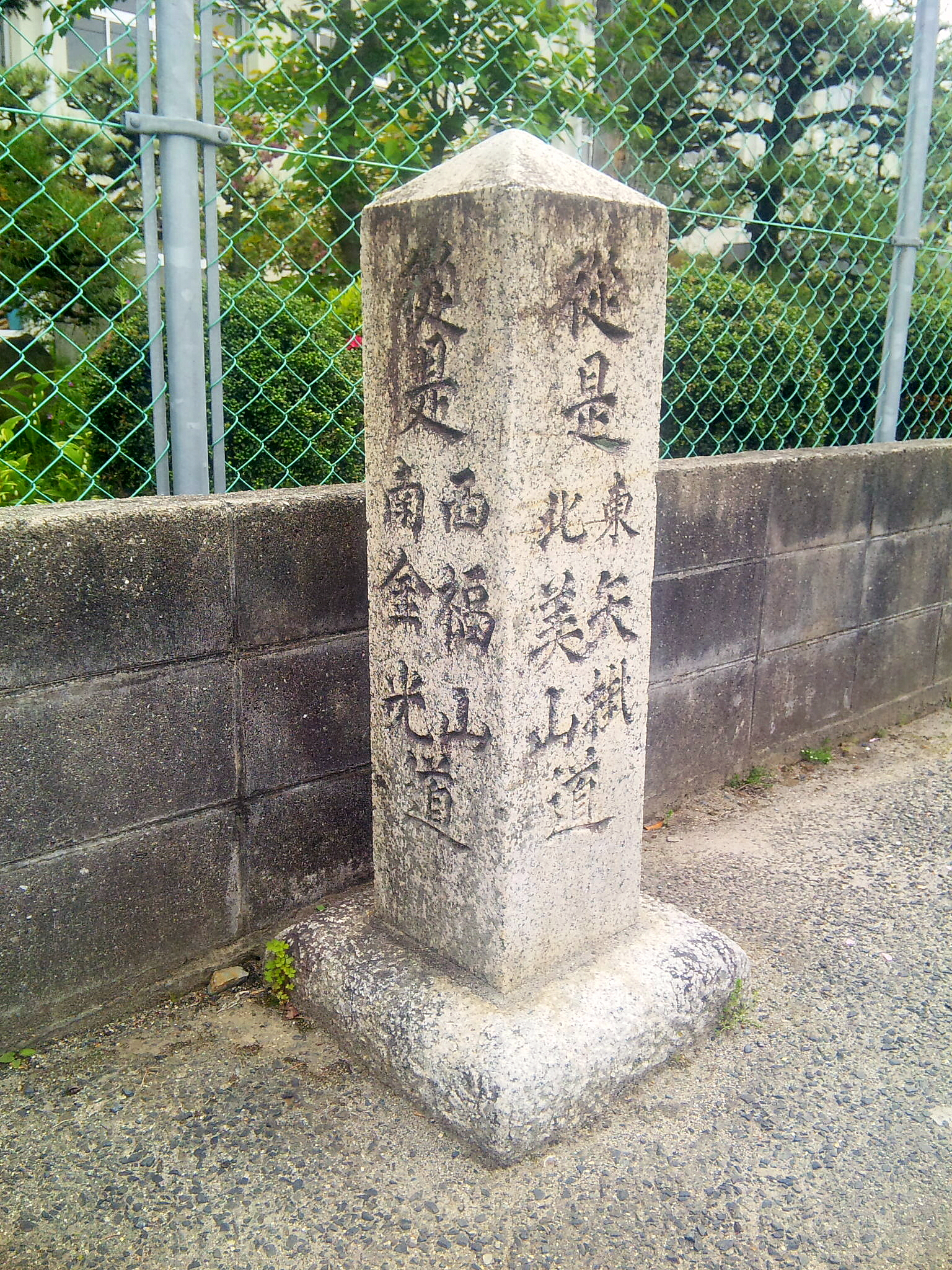
井原市立木之子小学校の横にある道標。

### 通過する自治体
- 岡山県
  - 井原市

### 交差する道路
| 交差する道路                                   | 交差する場所 | 交差する場所       |
| ---------------------------------------------- | ------------ | ------------------ |
| 岡山県道・広島県道3号井原福山港線 重複区間起点 | 上稲木町     | 起点               |
| 岡山県道・広島県道3号井原福山港線 重複区間終点 | 下稲木町     |                    |
| 岡山県道34号笠岡井原線                         | 岩倉町       | 宮ノ端交差点       |
| 井原市道井原東大戸線                           | 木之子町     | 木之子工業団地入口 |
| 井原市道井原北川線                             | 木之子町     | 木之子町交差点     |
| 国道486号                                      | 東江原町     | 青木交差点 / 終点  |

### 沿線
- 井原警察署 下稲木駐在所（井原市下稲木町）
- 井原市立稲倉小学校（井原市下稲木町）
- 井原市立木之子小学校（井原市木之子町）
- 井原市立木之子中学校（井原市木之子町）
- 木之子工業団地（井原市木之子町）
- 匠ヶ城跡（井原市上稲木町・井原市下稲木町）
- 井原市立稲倉小学校（井原市下稲木町）
- 匠池（井原市下稲木町）